# Ca Mau (provincie)

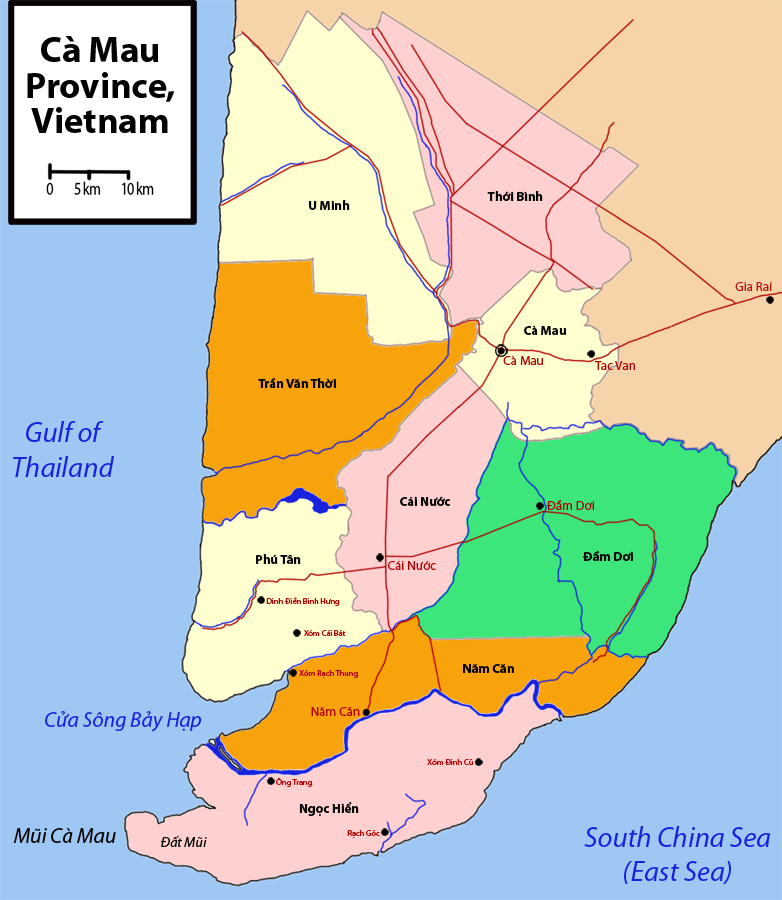
Mapa

Cà Mau (vietnamsky Tỉnh Cà Mau,  listen) je nejjižnější provincie Vietnamu, ležící na stejnojmenném poloostrově mezi Thajským zálivem a Jihočínským mořem. Patří k ní také ostrovy Hon Khoai a Hon Ba Dac. Má rozlohu 5331 km² a žije v ní přes 1 200 000 obyvatel (odhad 2011), hlavním městem je Cà Mau, významné centrum petrochemického průmyslu a výroby umělých hnojiv.
Provincie má tropické monzunové podnebí, je tvořena nížinou, která je pravidelně zaplavována a protkána četnými vodními cestami. Značnou část území pokrývají mangrovy a kajeputové lesy, hlavní ekonomickou aktivitou je lov ryb, krevet a želv, pěstuje se rýže, mango a noni. Na nejjižnějším vietnamském mysu byla vyhlášena biosférická rezervace Národní park Mũi Cà Mau.
Oblast má silné historické a kulturní vazby s Kambodžou, k Vietnamu byla připojena až v 18. století. Název pochází z khmerského tuk kha mau („černá voda“). Žije zde menšina Khmer Krom.

## Administrativní členění

### Okresy
1. Cái Nước
2. Đầm Dơi
3. Năm Căn
4. Ngọc Hiển
5. Phú Tân
6. Thới Bình
7. Trần Văn Thời
8. U Minh

### Samosprávné město
- Cà Mau